# Assassins (musical)
Assassins és un musical amb música i lletres de Stephen Sondheim i llibret de John Weidman, basat en una idea de Charles Gilbert, Jr. Mitjançant la premissa d'un carnaval assassí per produir el retrat a l'estil d'una revista dels homes i dones que van intentar (amb èxit o sense) assassinar el President dels Estats Units. La música varia segons la música popular de l'era descrita.
El musical s'estrenà inicialment a l'Off-Broadway el 1990, i el 2004 va estrenar-se a Broadway, guanyant 5 Premis Tony.

## Història i produccions
Sondheim va llegir un guió de Charles Gilbert, demanant posteriorment permís a Gilbert per emprar la idea. Gilbert acceptà, oferint-se a escriure el llibret; però Sondheim declinà l'oferiment, car ja disposava de John Weiman (qui ja havia escrit el llibret de Pacific Overtures, i que de nou tornaria a col·laborar amb ell a Road Show)
Assassins s'estrenà al Playwrights Horizons de l'off-Broadway el 18 de desembre de 1990, amb 73 funcions sota la direcció de Jerry Zaks. El repartiment incloïa a Victor Garber, Terrence Mann, Patrick Cassidy, Debra Monk, Greg Germann i Annie Golden.
El 29 d'octubre de 1992, Assassins s'estrenà al Donmar Warehouse de Londres, amb un repartiment que incloïa a Henry Goodman com Charles Guiteau i a Louise Gold com Sara Jane Moore. Es representà en 76 funcions, tancant-se el 9 de gener de 1993.
Assassins s'estrenà en català a la Fira del Teatre de Tàrrega de 1997, representant-se després al Jove Teatre Regina de Barcelona durant la temporada 1997/98. Estava dirigida per Ricard Reguant
La producció del Roundabout Theater Company de Broadway, dirigida per Joe Mantello, va ser programada inicialment per al 2001, però va ser retardada fins al 22 d'abril del 2004 a causa d'un context massa sensible davant dels successos de l'11 de setembre de 2001. Després de 101 funcions a Studio 54, Assassins tancà el 18 de juliol del 2004, després de 101 funcions. Estava protagonitzada per Neil Patrick Harris, en els papers de The Balladeer i Lee Harvey Oswald, amb Marc Kudisch amb un paper estès com The Proprietor.. Michael Cerveris interpretava a John Wilkes Booth, pel qual rebé un Premi Tony. Durant la funció, la pel·lícula de Zapruder de la mort de John F. Kennedy era projectada sobre la samarreta de Lee Harvey Oswald.

## Personatges
Ficticis
- El Propietari: un venedor d'armes que dona als personatges les seves armes a l'inici de l'espectacle
- El Cantant: narrador de les històries dels assassins

Històrics
- Leon Czolgosz - assassí del President William McKinley
- John Hinckley - intentà assassinar al President Ronald Reagan
- Charles Guiteau - assassí del President James Garfield
- Giuseppe Zangara[8] - intentà assassinar al President Franklin D. Roosevelt
- Samuel Byck - intentà assassinar al President Richard Nixon
- Lynette "Squeaky" Fromme - intentà assassinar al President Gerald Ford
- Sara Jane Moore - intentà assassinar al President Gerald Ford
- John Wilkes Booth - assassí del President Abraham Lincoln
- Lee Harvey Oswald - assassí del President John F. Kennedy
- David Herold - complice de John Wilkes Booth en l'assassinat del President Abraham Lincoln
- Emma Goldman - anarquista coneguda pel seu activisme polític que es trobà en diverses ocasions amb Leon Czolgosz
- James Blaine – Secretari d'Estat que rebé diverses cartes de Charles Guiteau
- President James Garfield - 28è President dels Estats Units
- President Gerald Ford - 38è President dels Estats Units
- Billy - Fill de Sara Jane Moore

### Personatges i repartiments
| Personatge               | Producció original Off-Broadway Playwrights Horizons | Estrena a Londres Donmar Warehouse | Estrena a Broadway Studio 54 | Producció de Barcelona Jove Teatre Regina |
| ------------------------ | ---------------------------------------------------- | ---------------------------------- | ---------------------------- | ----------------------------------------- |
| The Proprietor           | William Parry                                        | Paul Bentley                       | Marc Kudisch                 | Albert Muntanyola                         |
| Leon Czolgosz            | Terrence Mann                                        | Jack Ellis                         | James Stacy Barbour          | Eduard Doncos                             |
| John Hinckley            | Greg Germann                                         | Michael Cantwell                   | Alexander Gemignani          | Dani Claramunt                            |
| Charles Guiteau          | Jonathan Hadary                                      | Henry Goodman                      | Denis O'Hare                 | Xavier Mateu                              |
| Giuseppe Zangara         | Eddie Korbich                                        | Paul Harrhy                        | Jeffrey Kuhn                 | Rafael Brunet                             |
| Samuel Byck              | Lee Wilkof                                           | Ciaran Hinds                       | Mario Cantone                | Eduard Muntada                            |
| Lynette (Squeaky) Fromme | Annie Golden                                         | Catheryn Bradshaw                  | Mary Catherine Garrison      | Eva Folch                                 |
| Sara Jane Moore          | Debra Monk                                           | Louise Gold                        | Becky Ann Baker              | Natalia Sau                               |
| John Wilkes Booth        | Victor Garber                                        | David Firth                        | Michael Cerveris             | Benjamí Conesa                            |
| The Balladeer            | Patrick Cassidy                                      | Anthony Barclay                    | Neil Patrick Harris          | Miquel Fernández                          |
| David Herold             | Marcus Olson                                         | Kevin Walton                       | Brandon Wardell              | Jordi Font                                |
| Emma Goldman             | Lyn Greene                                           | Sue Kelvin                         | Anne L. Nathan               | Isa Mateu                                 |
| Lee Harvey Oswald        | Jace Alexander                                       | Gareth Snook                       | Neil Patrick Harris          | Gabriel Doz                               |
|                          |                                                      |                                    |                              | Eva Losada                                |

## Cançons
- "Everybody's Got the Right" — Proprietari I tots els assassins excepte Lee Harvey Oswald
- "The Ballad of Booth" — Balladeer i John Wilkes Booth
- "How I Saved Roosevelt" — Giuseppe Zangara i Cor
- "Gun Song" — Leon Czolgosz, Booth, Charles Guiteau i Sara Jane Moore
- "The Ballad of Czolgosz" — Balladeer i Cor
- "Unworthy of Your Love" — John Hinckley i Lynette "Squeaky" Fromme
- "The Ballad of Guiteau" — Guiteau i Balladeer
- "Another National Anthem" — Proprietor+, Balladeer i assassins excepte Oswald
- "November 22, 1963" - Assassins i Oswald
- "Something Just Broke" — Cor++
- "Everybody's Got the Right" (Reprise) — Assassins

+En algunes produccions s'opta per no incloure al Propietari, sinó que és Byck qui canta les seves línies.
++ Afegida per a la producció de Londres de 1992

## Sinopsi

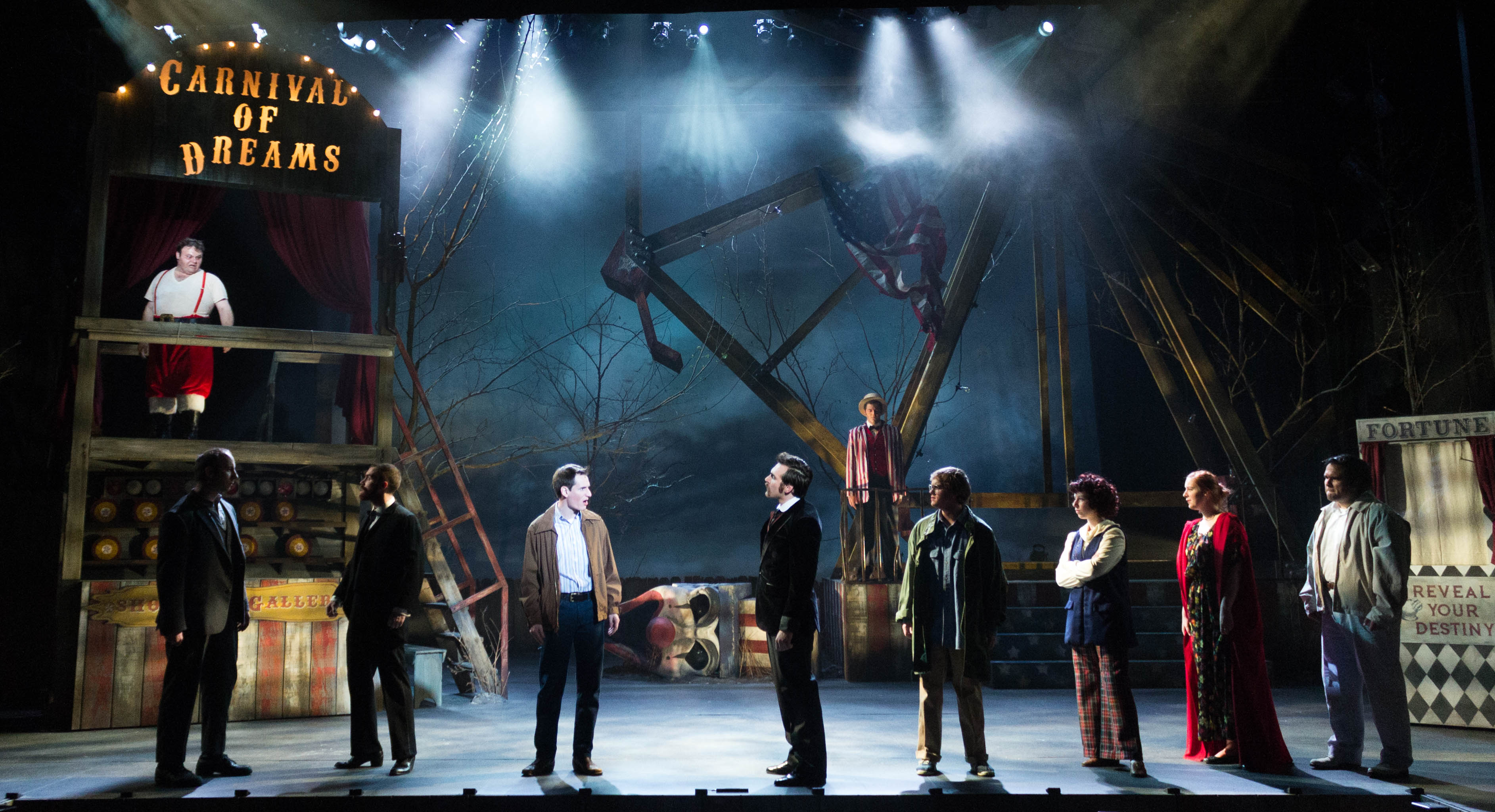
"Everybody's Got the Right"

Assassins comença a una galeria de tir, on el "Propietari" convida la gent a tirar, prometent-los que els seus problemes se solucionaran matant un President. ("Everybody's Got the Right"). Leon Czolgosz, John Hinckley, Charles Guiteau, Giuseppe Zangara, Samuel Byck, Lynette "Squeaky" Fromme i Sara Jane Moore reben d'un a un les seves armes. Finalment, entra John Wilkes Booth, que és presentat per El Propietari com el Pioner. Els assassins s'asseuen, mentre que "Hail to the Chief" anuncia l'arribada d'Abraham Lincoln. Booth el mata mentre que crida "Sic semper tyrannis!".
A l'escena 2, el Balladeer narra la història de John Wilkes Booth. ("The Ballad of Booth") Booth està escrivint el seu raonament del magnicidi al seu diari, mentre que el Balladeer li diu que els seus motius realment tenen més a veure amb els seus problemes personals. El Balladeer llegeix les auto-justificacions de Booth mentre que aquest se suïcida; i el Balladeer conclou en què Booth simplement és un boig el llegat del qual és la traïció i que, intentant destruir Lincoln, l'ha elevat a la llegenda.
A l'escena 3, Booth, Czolgosz, Hinckley, Zangara i Guiteau estan a un bar. Guiteau brinda per la seva ambició de ser Ambaixador a França; mentre que Zangara es queixa del seu dolor d'estómac, i Booth li suggereix que dispari un President per alleugerir-se. Hinckley trenca accidentalment una ampolla de cervesa i Czolgosz s'enfada, descrivint-li els horrors que veu a la fàbrica d'ampolles on treballa, i com els homes moren o són ferits per fer una ampolla com la que Hinckley acaba de trencar. Booth l'urgeix a prendre el control del seu destí i que trenqui ell mateix una ampolla... però Czolgosz no pot fer-ho.
L'escena 4 comença amb un noticier de ràdio que diu que Zangara ha intentat assassinar Franklin D. Roosevelt. Cinc "espectadors" són entrevistats, dient les seves pròpies versions del succés; i en la que cadascun d'ells està convençut d'haver estat ell qui ha salvat personalment al President ("How I Saved Roosevelt"). Pel seu costat Zangara canta des de la cadira elèctrica que no té por ni s'amoïna pel fet que vagin a executar-lo perquè va matar un dels que controla els diners.
A l'escena 5, l'anarquista americana Emma Goldman llegeix un discurs que Leon Czolgosz llegeix. Es presenta a ella i li declara el seu amor. Ella li diu que dirigeixi la seva passió a la lluita per la justícia social.
A l'escena 6, Fromme i Moore es troben a un parc. Fromme parla sobre Charles Manson, dient que és la seva amant i la seva esclava. Pel seu costat, Moore afirma que és (o va ser) una informant del FBI, que és comptable i que té 5 marits i 3 fills. Fromme afirma que Manson emergirà com el rei d'un nou ordre i que la farà a ella la seva reina; i Moore s'adona que va conèixer a Manson a l'institut, i l'escena acaba amb les dues dones cridant de delit amb els seus records sobre el carismàtic assassí.
Czolgosz apareix a l'escena 7, reflexionant en quants homes moren a les mines, als forns i a les fàbriques per fer una simple pistola. Booth, Guiteau i Moore entren unint-se en un quartet, en el que reflexionen com el poder d'una pistola pot canviar el món ("Gun Song"). Czolgosz decideix que la seva pistola reclama una nova víctima: el President.
A l'escena 8, veiem a Czolgosz a l'Exposició Pan Americana de 1901, mirant com William McKinley dona la mà als visitants al Pavelló del Temple de la Música. El Balladeer canta "The Ballad of Czolgosz" mentre que Czolgosz es posa a la fila. Quan Czolgosz arriba a on està McKinley, el dispara.
A l'escena 9, Samuel Byck seu a un banc del parc vestit amb un llardós vestit de Santa Claus, amb un cartell i una bossa. Parla a un casette, preparant un missatge per enviar a Leonard Bernstein, dient-li a Bernstein que pot salvar el món escrivint més cançons d'amor. Però de cop i volta acusa a Bernstein d'ignorar-lo, igual que d'altres celebritats.
A l'escena 10, Squeaky Fromme i John Hinckley seuen junts compartint reflexions sobre l'objecte dels seus amors, Charles Manson i Jodie Foster. Fromme es riu de Hinckley per estar enamorat d'algú a qui mai no veurà. Quan ella marxa, ell canta ("Unworthy of Your Love"). Fromme torna unint-se a ell, cantant el seu amor per Manson. Hinckley dispara a una fotografia de Ronald Reagan projectada a la paret, però la foto reapareix. Fromme es riu d'ell, mentre que Hinckley dispara i dispara, fallant sempre.
A l'escena 11, Charles Guiteau flirteja amb Sarah Jane Moore. Quan ella el rebutja, Guiteau va a trobar-se amb James Garfield a l'estació de trens. Guiteau li demana ser Ambaixador a França, però quan Garfield li denega, Guiteau el dispara.
De manera immediata, l'escena 12 mostra a Guiteau als peus dels graons del patíbul cantant un poema, escrit per ell aquell matí, on diu que es trobarà amb Déu. El Balladeer descriu el seu judici i la seva execució ("The Ballad of Guiteau"), mentre que Guiteau canta content mentre que puja els graons, cantant optimista sobre el Cel; fins que és penjat.
A l'escena 13 Squeaky Fromme i Sara Jane Moore es preparen per assassinar Gerald Ford. Moore hi ha anat amb el seu fill de 9 anys i el gos. El President entra i ajuda a Moore a recollir les bales que li han caigut; i aquesta falla en assassinar-lo. A continuació Fromme ho intenta; però també falla.
A l'escena 14, Samuel Byck es dirigeix a l'aeroport per segrestar un avió, el qual planeja estavellar contra la Casa Blanca. Enregistra un missatge dirigit a Richard Nixon, parlant sobre la vida de l'americà modern i anuncia que l'única solució que queda és matar el President.
A l'escena 15, hi ha un lament per les víctimes, mentre que els assassins reiteren els seus motius i demanen els seus premis. El Balladeer els diu que les seves accions no els van solucionar els seus problemes ni els deu país, i que si volen el seu premi han de seguir el Somni Americà. Els assassins s'adonen que mai no tindran els seus premis i canten un Altre Himne Nacional ("Another National Anthem"), que creix cada cop més i més, convertint-se en una cançó que ha de ser cantada per tots els americans que hagin estat desposseïts del somni.
A l'escena 16, apareix Lee Harvey Oswald, preparant-se per suïcidar-se al sisè pis de la Biblioteca de la Universitat de Texas. Booth l'interromp i el convenç per assassinar John F. Kennedy. Oswald rebutja... però els assassins van apareixent i el convencen: ell té el poder, podrà tancar la Borsa de Nova York, causar pena per tot el món i inspirar passió per un home pel qual el món mai no havia fet cas... i Oswald s'apropa a la finestra i dispara ("November 22, 1963").
L'escena 17 no estava inclosa a l'original. En aquesta escena, sis americans expliquen els seus records sobre on eren i què feien quan van sentir la notícia que els Presidents Kennedy, Garfield, McKinley i Lincoln havien estat assassinats. ("Something Just Broke").
A l'escena 18, els assassins tornen a aparèixer, ara amb Oswald entre ells. Tornen a cantar el seu lema ("Everybody's Got the Right" (reprise)), i acaben disparant les seves pistoles al públic.

## Impacte cultural
Al desenvolupar els caràcters de personatges històrics mitjançant la informació dels diaris, Assassins ens fa considerar les seves motivacions. (Sondheim) s'enfronta al dolor per tal de cauteritzar el desanim i cura les malalties que amenacen al cor de la nostra societat". A partir de l'humanisme del seu musical anterior, Into the Woods, Sondheim suggereix que els assassins polítics potser són un producte de la cultura política nord-americana. (Joanne Gordon).

## Premis i nominacions

### Producció original Off-Broadway
| Any  | Premi               | Categoria                                 | Nominat(s)       | Resultat  |
| ---- | ------------------- | ----------------------------------------- | ---------------- | --------- |
| 1991 | Premis Drama Desk   | Millor Musical                            | Millor Musical   | Nominat   |
| 1991 | Premis Drama Desk   | Millor actor de repartiment en un musical | Lee Wilkof       | Nominat   |
| 1991 | Premis Drama Desk   | Millor director d'un musical              | Jerry Zaks       | Nominat   |
| 1991 | Premis Drama Desk   | Millor música                             | Stephen Sondheim | Nominat   |
| 1991 | Premis Drama Desk   | Millors lletres                           | Stephen Sondheim | Nominat   |
| 1991 | Premis Drama Desk   | Millor llibret d'un musical               | John Weidman     | Nominat   |
| 1991 | Premis Drama League | Millor assoliment en el teatre musical    | Stephen Sondheim | Guanyador |

### Producció original de Broadway
| Any  | Premi            | Categoria                                       | Nominat(s)                      | Resultat    |
| ---- | ---------------- | ----------------------------------------------- | ------------------------------- | ----------- |
| 2004 | Premi Tony       | Millor Revival de Musical                       | Millor Revival de Musical       | Guanyador   |
| 2004 | Premi Tony       | Millor Actor de Repartiment de Musical          | Michael Cerveris                | Guanyador   |
| 2004 | Premi Tony       | Millor Actor de Repartiment de Musical          | Denis O'Hare                    | Nominat     |
| 2004 | Premi Tony       | Millor Il·luminació de Musical                  | Peggy Eisenhauer i Jules Fisher | Guanyadores |
| 2004 | Premi Tony       | Millor Direcció de Musical                      | Joe Mantello                    | Guanyador   |
| 2004 | Premi Tony       | Millors Orquestracions                          | Michael Starobin                | Guanyador   |
| 2004 | Premi Tony       | Millor Escenografia de Musical                  | Robert Brill                    | Nominat     |
| 2004 | Premi Drama Desk | Revival Més Destacat                            | Revival Més Destacat            | Guanyador   |
| 2004 | Premi Drama Desk | Actor de Repartiment Més Destacat en un Musical | Marc Kudisch                    | Nominat     |
| 2004 | Premi Drama Desk | Director Més Destacat                           | Joe Mantello                    | Nominat     |
| 2004 | Premi Drama Desk | Orquestracions Més Destacades                   | Michael Starobin                | Nominat     |
| 2004 | Premi Drama Desk | Il·luminació Més Destacada                      | Claude-Michel Schönberg         | Nominat     |
| 2004 | Premi Drama Desk | So Més Destacat                                 | John Napier                     | Nominat     |

## Enregistraments
Els enregistraments de la producció de l'Off-Broadway de 1990 i del Revival de 2004 són comercialment disponibles. La versió de l'Off-Broadway omet 'Something Just Broke', que va ser afegida a l'espectacle a la producció subseqüent de Londres.